# Biserica Sfinții Apostoli din Ițcani

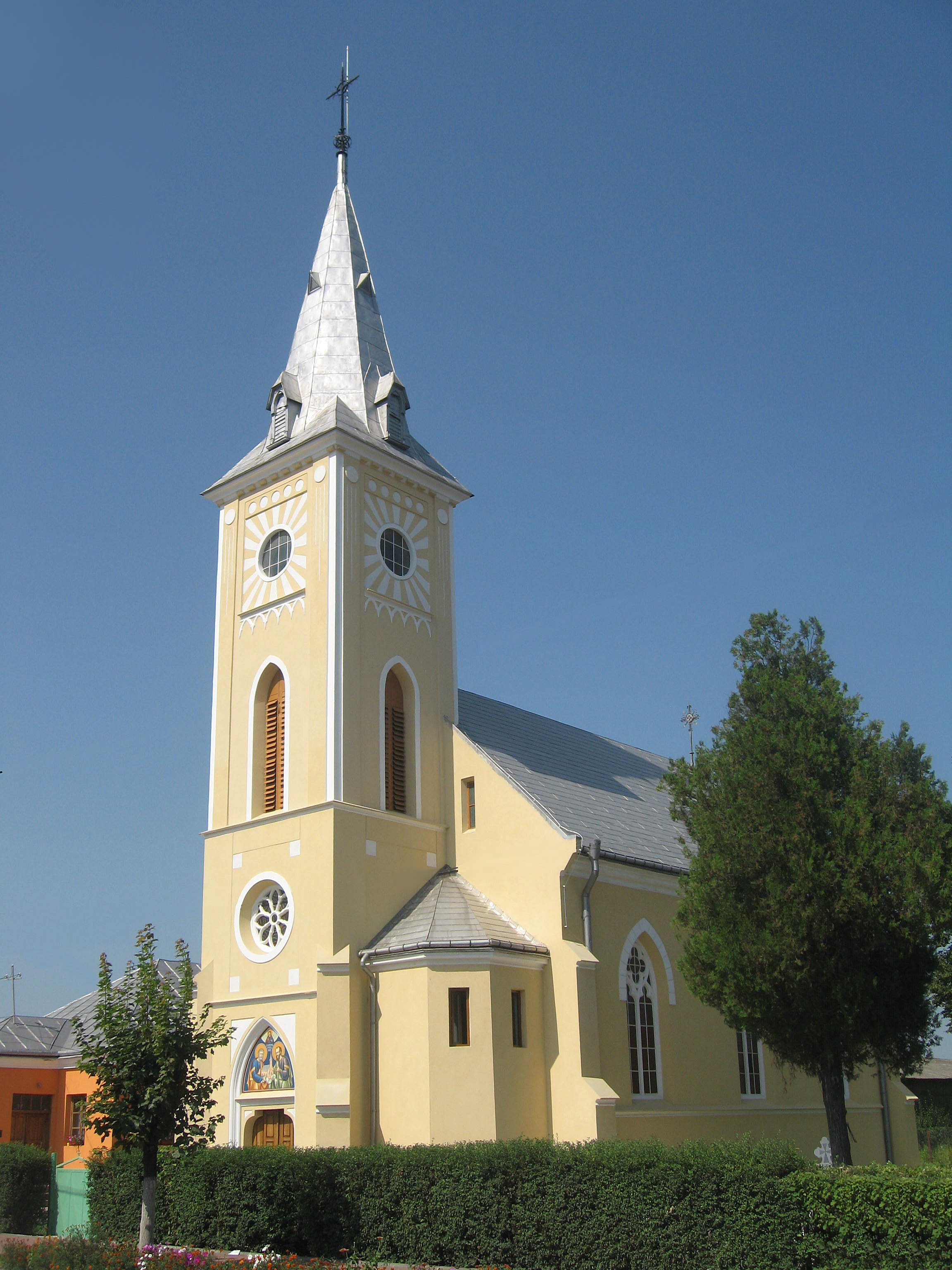
Biserica Sfinții Apostoli Petru și Pavel din Ițcani

Biserica „Sfinții Apostoli Petru și Pavel” din Ițcani este o biserică ortodoxă din municipiul Suceava, care a fost construită între anii 1905-1908 de către comunitatea germană din satul Ițcani (astăzi cartier al Sucevei) ca biserică luterană. După emigrarea germanilor între anii 1938-1940, biserica a fost cedată comunității ortodoxe. Lăcașul de cult se află pe Strada Grigore Alexandru Ghica, la ieșirea din cartierul Ițcani spre Rădăuți, pe partea dreaptă, după pasajul rutier de peste calea ferată.

## Comunitatea germană din Ițcani
După anexarea Bucovinei de către Imperiul Habsburgic (1775), autoritățile austriece au adus aici coloniști de origine germană, care proveneau din diverse regiuni ale imperiului și din landurile germane. Austriecii au desființat mănăstirea de maici de la Ițcani, confiscând pământurile mănăstirești în beneficiul Fondului Religionar Greco-Ortodox. 
Primii coloniști germani au sosit aici la Ițcanii Noi la 4 iulie 1788. Atunci au venit opt familii, urmate la scurtă vreme de altele zece. Aceste familii proveneau în majoritate din landul Renania-Palatinat și erau de confesiune luterană. În anul 1790 a venit să slujească aici pastorul evanghelic Ștefan Daniel Wilhelm Hübel din Frătăuții Vechi. Cu timpul au început să sosească și familii de etnici germani de religie romano-catolică. 
Comunitatea germană a continuat să crească până în 1918. Astfel, dacă în 1788 locuiau 33 de etnici germani în Ițcanii Noi, în 1880 erau 273 de locuitori, în 1890 – 321, în 1900 – 407 și în 1910 – 596. Pe măsura dezvoltării comunității germane, s-a construit în sat o școală germană, care a funcționat ca „Școală Privată Germană Protestantă” până în 1940. În Ițcanii Noi a ființat o filială a Asociației Creștinilor Germani din Bucovina (înființată în 1908), condusă de August Hargersheimer și Johann Mohr, precum și o Casă Germană, în care erau organizate diverse activități culturale. Etnicii germani au construit și biserici: o biserică catolică (1902) și una protestantă (1905-1908). 
După Unirea Bucovinei cu România (1918), numărul germanilor din Ițcanii Noi a început să scadă, ca urmare a repatrierii în Germania și Austria sau al emigrării în SUA și Canada. În anul 1930, populația satului Ițcani-Gară era de 1.708 locuitori, dintre care 592 germani (34,66%), 413 evrei (24,18%), 403 români (23,59%), 124 ruteni (7,25%), 102 polonezi (5,97%), 46 ruși (2,69%), 19 cehi și slovaci, 6 unguri, 2 sârbi, croați sau sloveni și 1 armean.  După religie, locuitorii satului erau grupați astfel: 534 romano-catolici (31,26%), 414 mozaici (24,23%), 411 ortodocși (24,06%), 180 evanghelici (luterani) (10,53%), 160 greco-catolici (9,36%) și 9 fără religie (liber-cugetători). 
De asemenea, populația satului Ițcanii Noi era de 714 locuitori, dintre care 499 germani (69,88%), 116 români (16,24%), 43 ruteni (6,02%), 25 polonezi (3,50%), 23 evrei (3,22%), 6 ruși, 1 ungur și 1 de alt neam.  După religie, locuitorii satului erau grupați astfel: 370 evanghelici (luterani) (51,82%), 154 romano-catolici (21,56%), 123 ortodocși (17,22%), 38 greco-catolici (5,32%), 23 mozaici (3,22%), 4 adventiști și 2 armeni. 
Recensământul din 1937 a consemnat doar 443 germani, dintre care 365 protestanți, 70 catolici și 8 atei.  În anul 1940, majoritatea germanilor au emigrat în Germania. Bunurile lor au fost predate prin proces-verbal statului român, care le-a oferit o despăgubire.

## Istoricul bisericii

### Funcționarea ca biserică luterană
În satul Ițcanii Noi (astăzi cartier al Sucevei) a existat încă din anul 1778 o numeroasă comunitate germană. Ca urmare a faptului că aici nu exista o biserică, pastorii protestanți veneau mai rar din alte localități și țineau serviciul divin într-o încăpere special amenajată lângă Școală Privată Germană Protestantă. 
Comunitatea protestantă germană din Ițcanii Noi a fost păstorită începând din 1791 de pastorul Ștefan Daniel Wilhelm Hübel din Frătăuții Vechi. Deoarece acesta fusese transferat în 1792 la Milișăuți, în 1795 a sosit pastorul Andreas Schwarz din Dumitrița (Transilvania). 
În anul 1859 a fost înființat Protopopiatul Evanghelic din Ilișești, condus de pastorul Franz Samuel Traugott Gorgon, care a slujit și la Ițcanii Noi până la moartea sa din 1900. Au urmat apoi ca pastori ai comunității Joseph Folwartschny (octombrie 1901 - iunie 1907) și Immanuel Gorgon, fiul primului pastor din Ilisești. 
Începând din 1903 a fost numit primul pastor permanent pentru comunitatea evanghelică din Ițcanii Noi în persoana lui August Hargesheimer, care venise din Ugartsthal (Galiția). Între anii 1905-1908 comunitatea germană de religie luterană a construit o biserică pentru a deservi necesitățile de cult ale credincioșilor germani de confesiune evanghelică.  Pastorul August Hargesheimer a fost și președintele Asociației Creștinilor Germani din Bucovina (înființată în 1908). El a predat religia evanghelică la Liceul Ștefan cel Mare din Suceava în perioada 1908-1932.
După datele Recensământului general al populației României din 29 decembrie 1930, în satul Ițcanii-Noi locuiau 370 credincioși evanghelici (luterani) (51,82% din populația localității), iar în satul Ițcani-Gară 180 credincioși evanghelici (luterani) (10,53%). 
Începând din 1932, comunitatea luterană a fost condusă de pastorul Helmuth Gräf, originar din Transilvania. El a predat și cursurile de religie la școlile din Ițcanii Noi și Ițcani-Gară. În 1937, recensământul a consemnat în Ițcanii Noi o populație de 443 germani, dintre care 365 protestanți, 70 catolici și 8 atei. 
Între anii 1938-1940 etnicii germani au fost mutați în zone ocupate de Germania Nazistă.  Pastorul Helmuth Gräf a emigrat și el în Germania în 1940. România și Germania au încheiat o convenție prin care statul român se obliga să achite despăgubiri pentru fiecare clădire în parte, inclusiv pentru terenurile și pădurile germanilor care au emigrat. Printr-un proces-verbal din 12 martie 1941, statul român a preluat biserica evanghelică. În timpul celui de-al doilea război mondial, biserica a suferit importante avarii. Între anii 1940-1946, parohia Ițcani a administrat lăcașul de cult.

### Funcționarea ca biserică ortodoxă
La 1 aprilie 1946 biserica evanghelică a fost dată de statul român spre folosință comunității ortodoxe din Ițcani. Lăcașul de cult a fost reparat între anii 1946-1947, fiind adaptat la necesitățile cultului ortodox. Astfel, a fost amplasată în biserică o catapeteasmă din lemn de tei, care a fost montată în 1949.
Între anii 1948-1990 Biserica "Sf. Apostoli" a funcționat ca filie a Parohiei "Sf. Arhangheli" din cartierul Ițcani, iar din 1990, cu binecuvântarea arhiepiscopului Pimen Zainea al Sucevei și Rădăuților, a fost înființată ca parohie de sine stătătoare. 
Între anii 2006-2007, prin strădania preotului paroh Mihai Clipa, s-au efectuat multiple lucrări de restaurare și amenajare: s-a decopertat partea din interior, cât și partea din exteriorul acesteia, s-a consolidat biserica, s-au reparat pereții crăpați din interiorul bisericii, s-a refăcut fațada în întregime, s-au restaurat și cafasul și amvonul, s-a introdus încălzire centrală prin pardoseală și s-a pictat biserica în stil neobizantin. Biserica a fost sfințită la 2 mai 2010 de către arhiepiscopul Pimen Zainea al Sucevei și Rădăuților. Astfel, lăcașul de cult a fost sfințit pentru prima dată după rânduiala Bisericii Ortodoxe.

## Arhitectura bisericii
Biserica a fost zidită în stil neogotic. Deasupra intrării în biserică se află un turn-clopotniță înalt (specific bisericilor romano-catolice și protestante), iar în biserică au fost păstrate bănci.

## Imagini

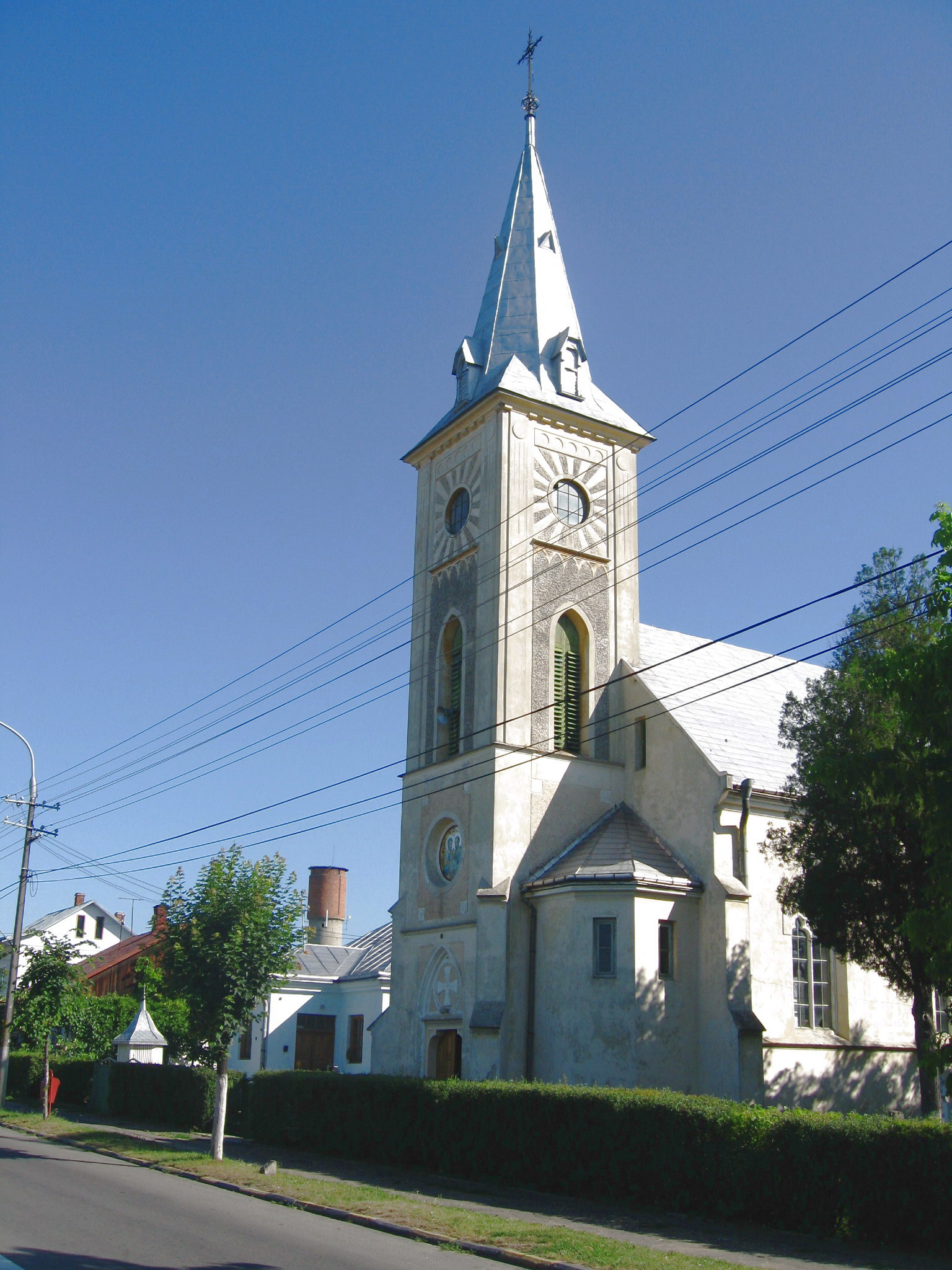
Biserica Sfinții Apostoli din Ițcani (2007)
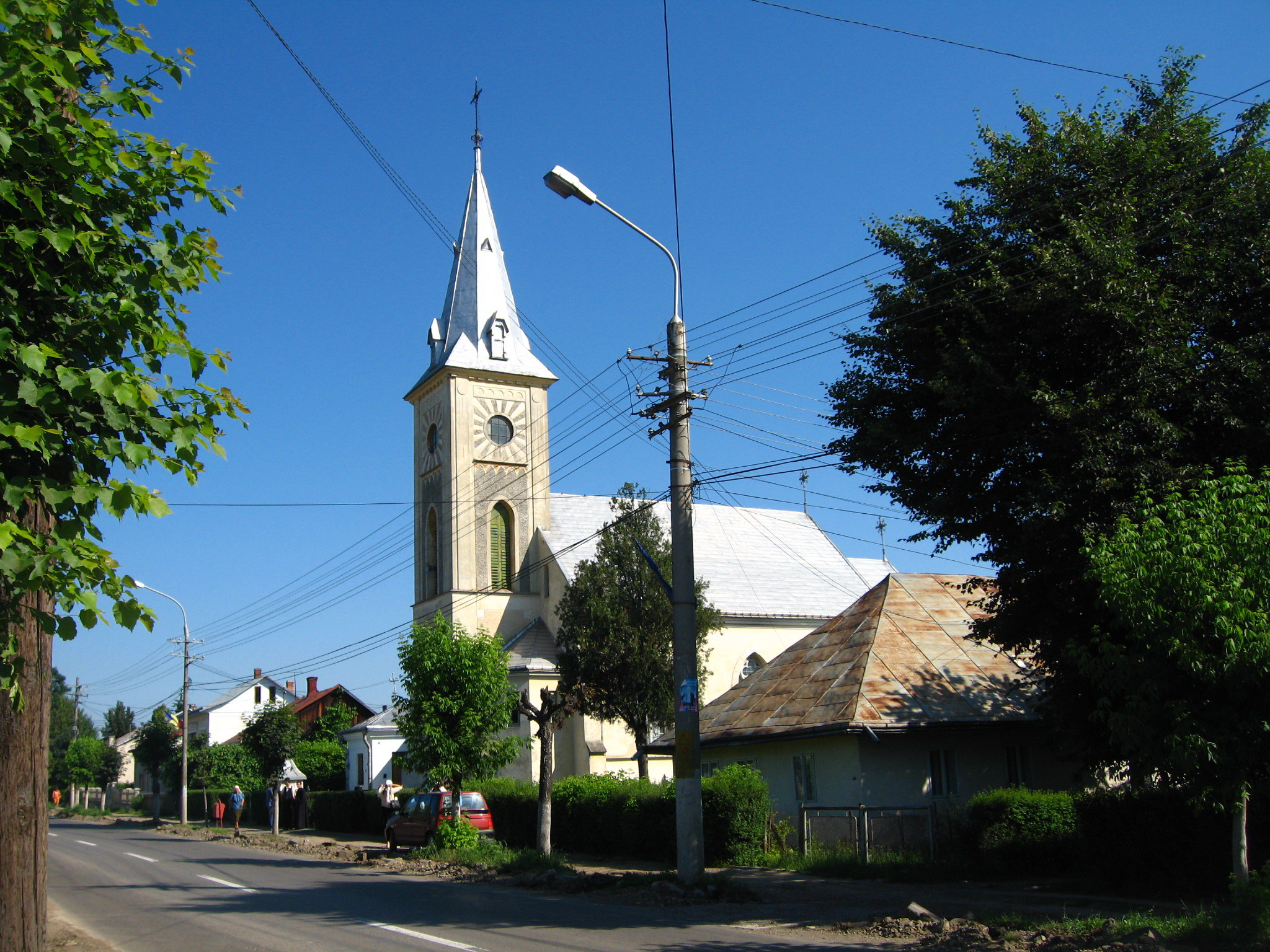
Biserica Sfinții Apostoli din Ițcani (2008)
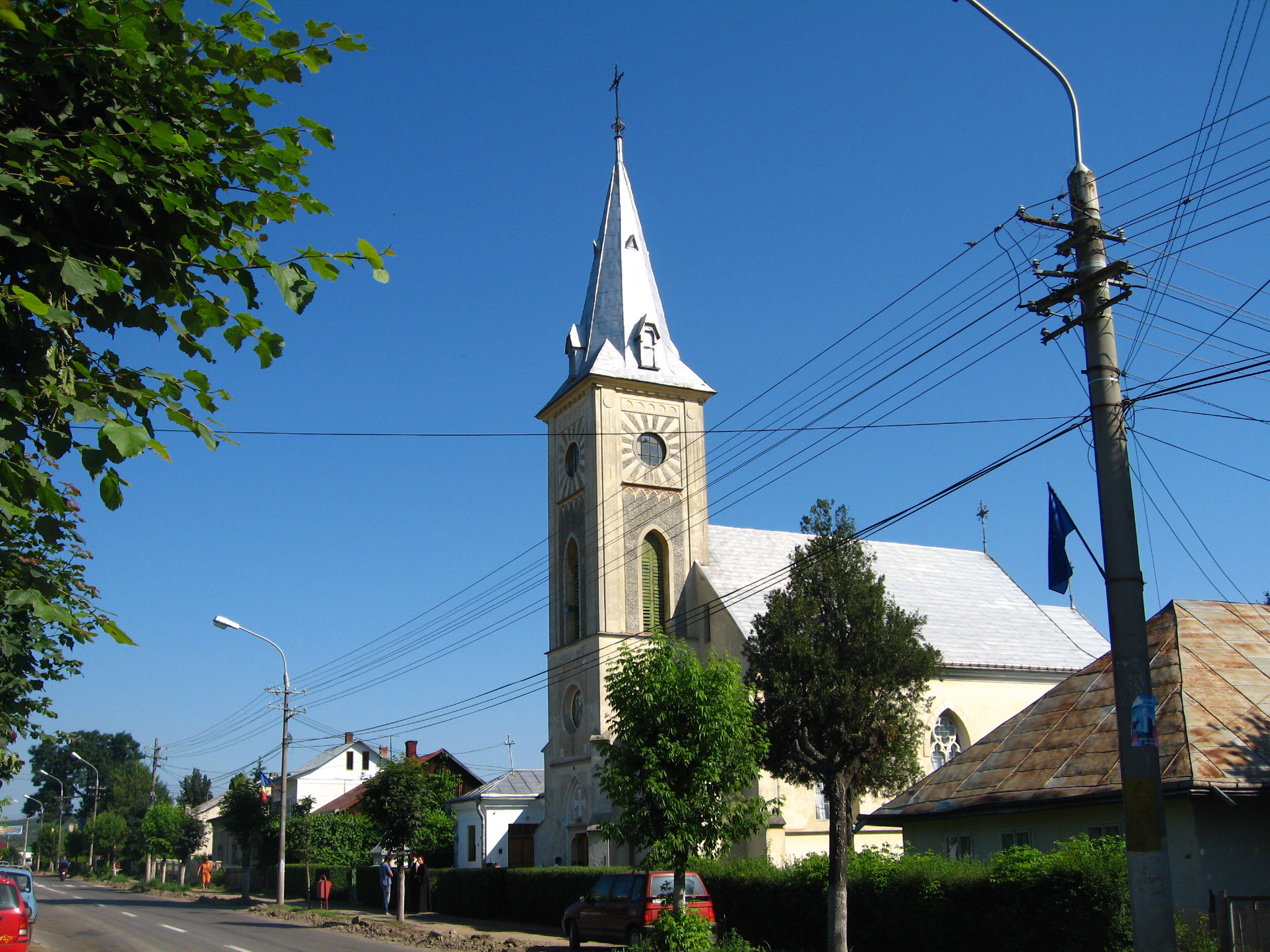
Biserica Sfinții Apostoli din Ițcani (2008)
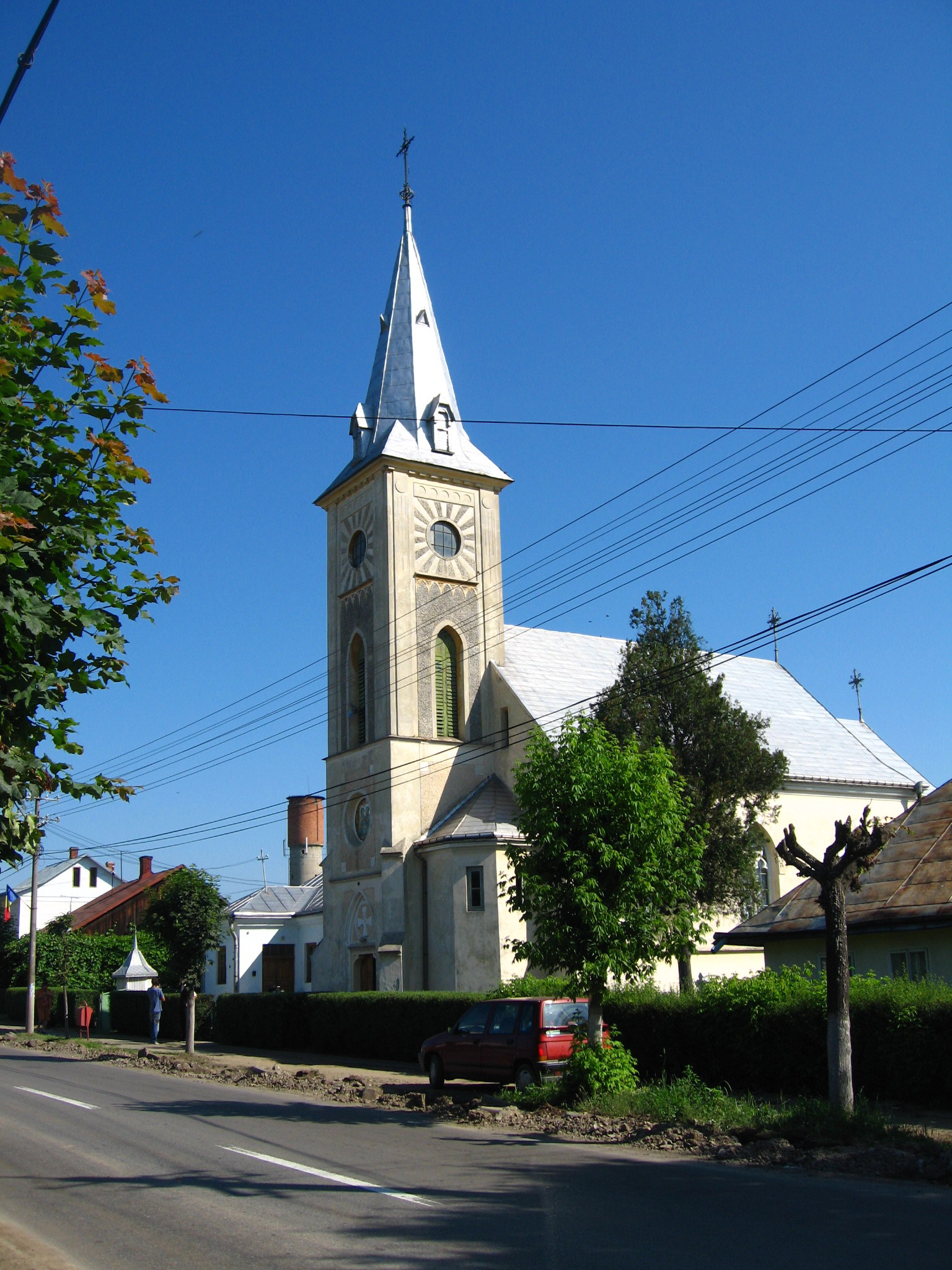
Biserica Sfinții Apostoli din Ițcani (2008)
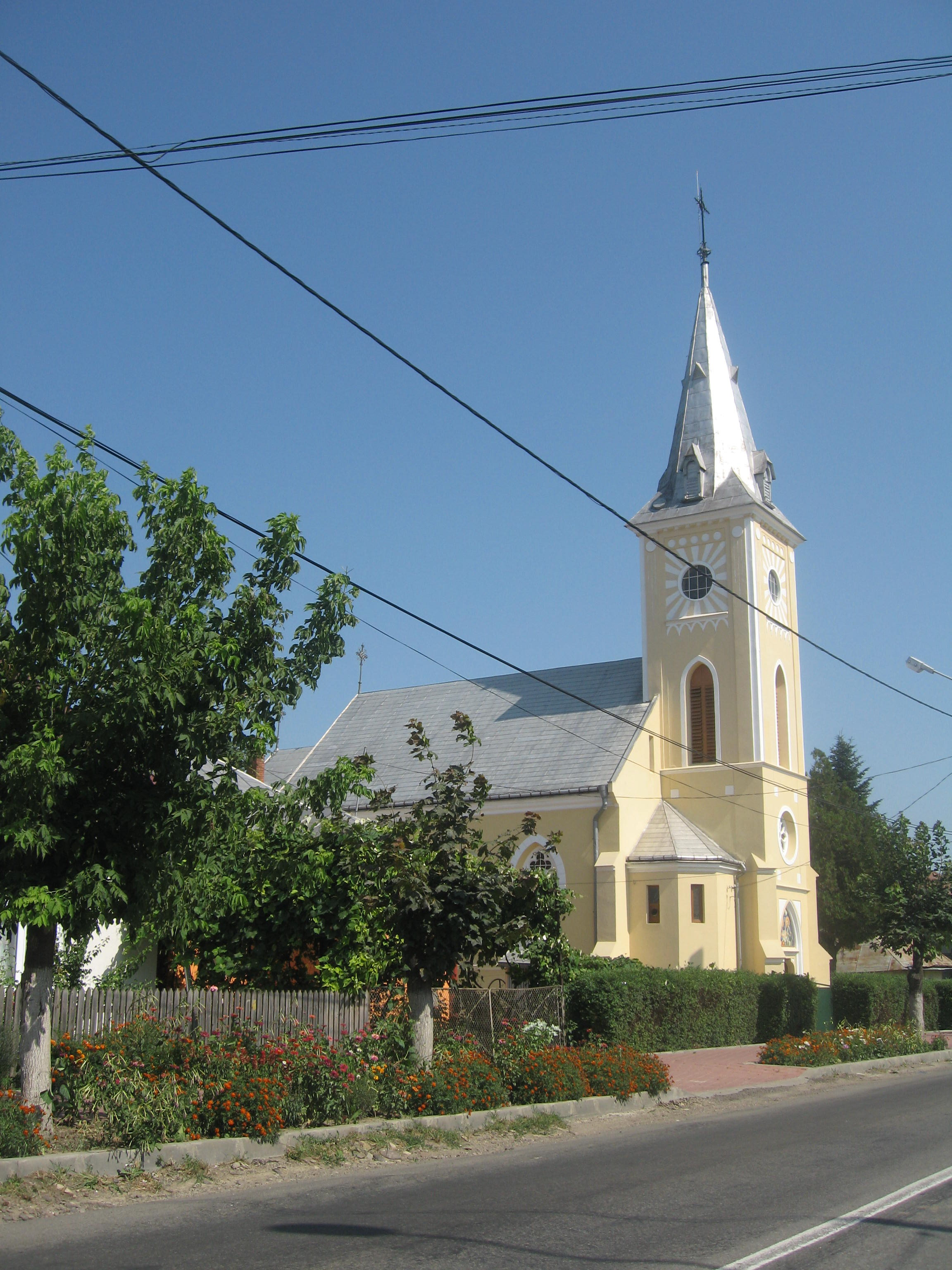
Biserica Sfinții Apostoli din Ițcani (2010) - vedere dinspre nord-vest
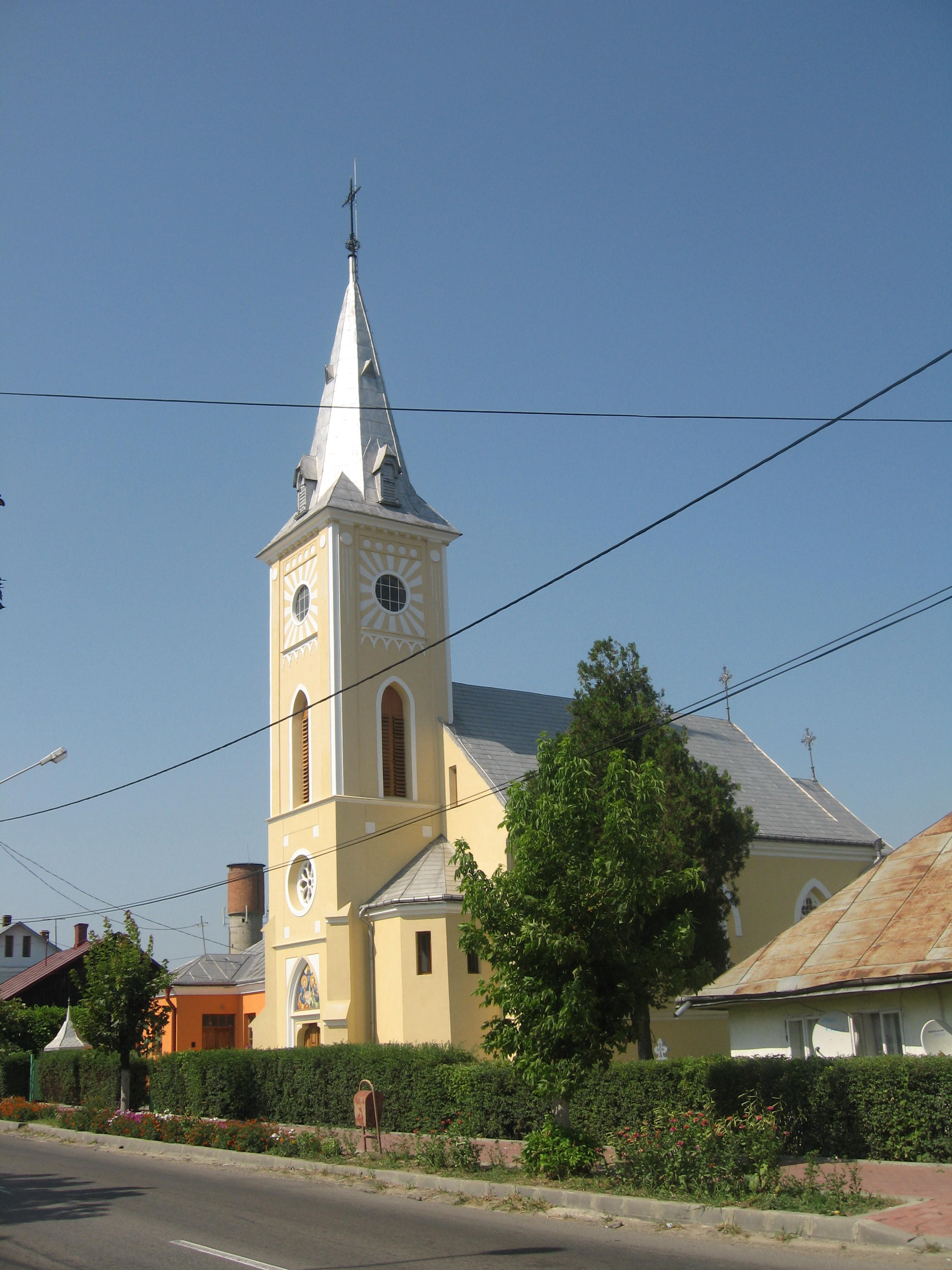
Biserica Sfinții Apostoli din Ițcani (2010) - vedere dinspre sud-vest
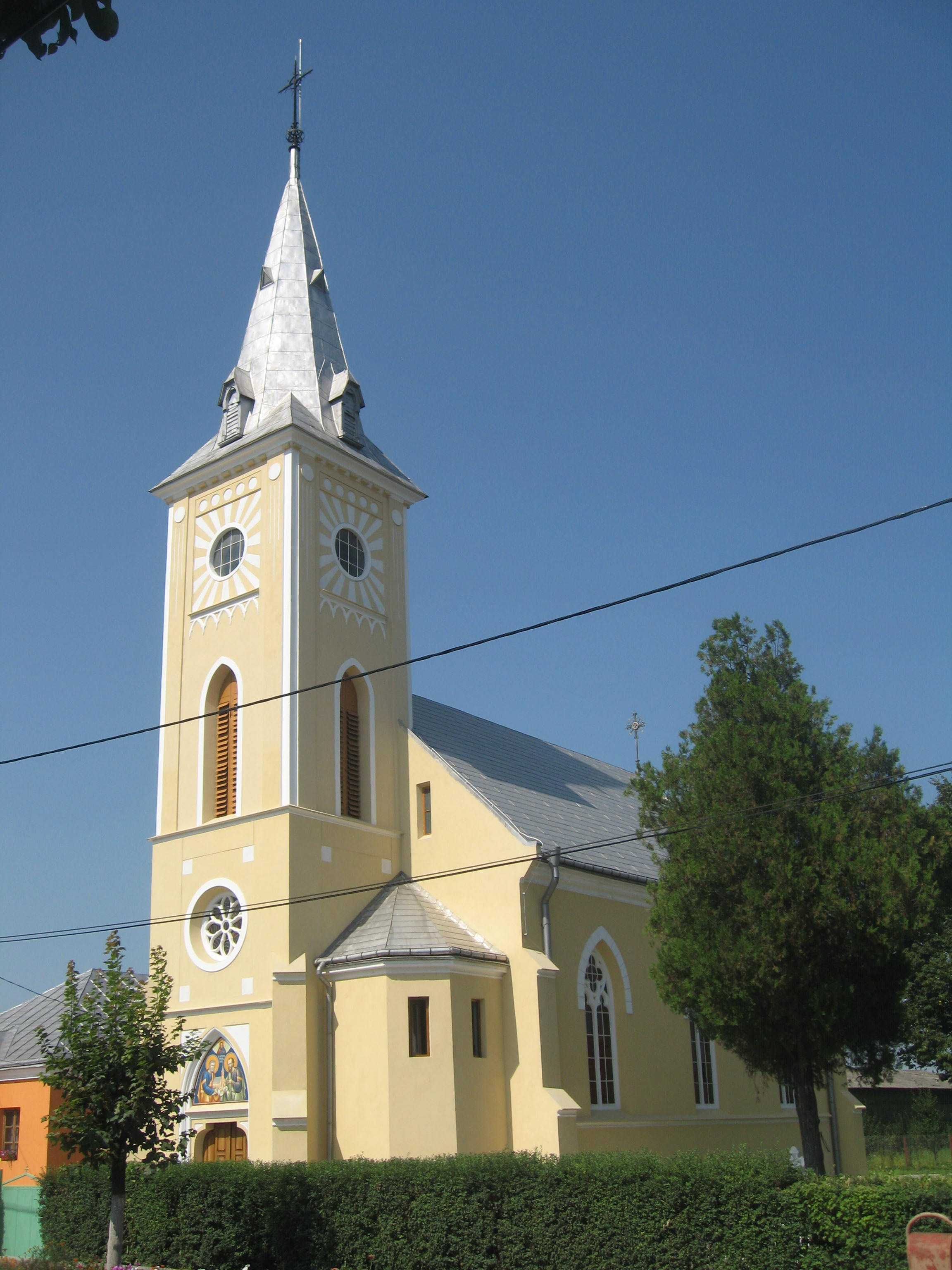
Biserica Sfinții Apostoli din Ițcani (2010)
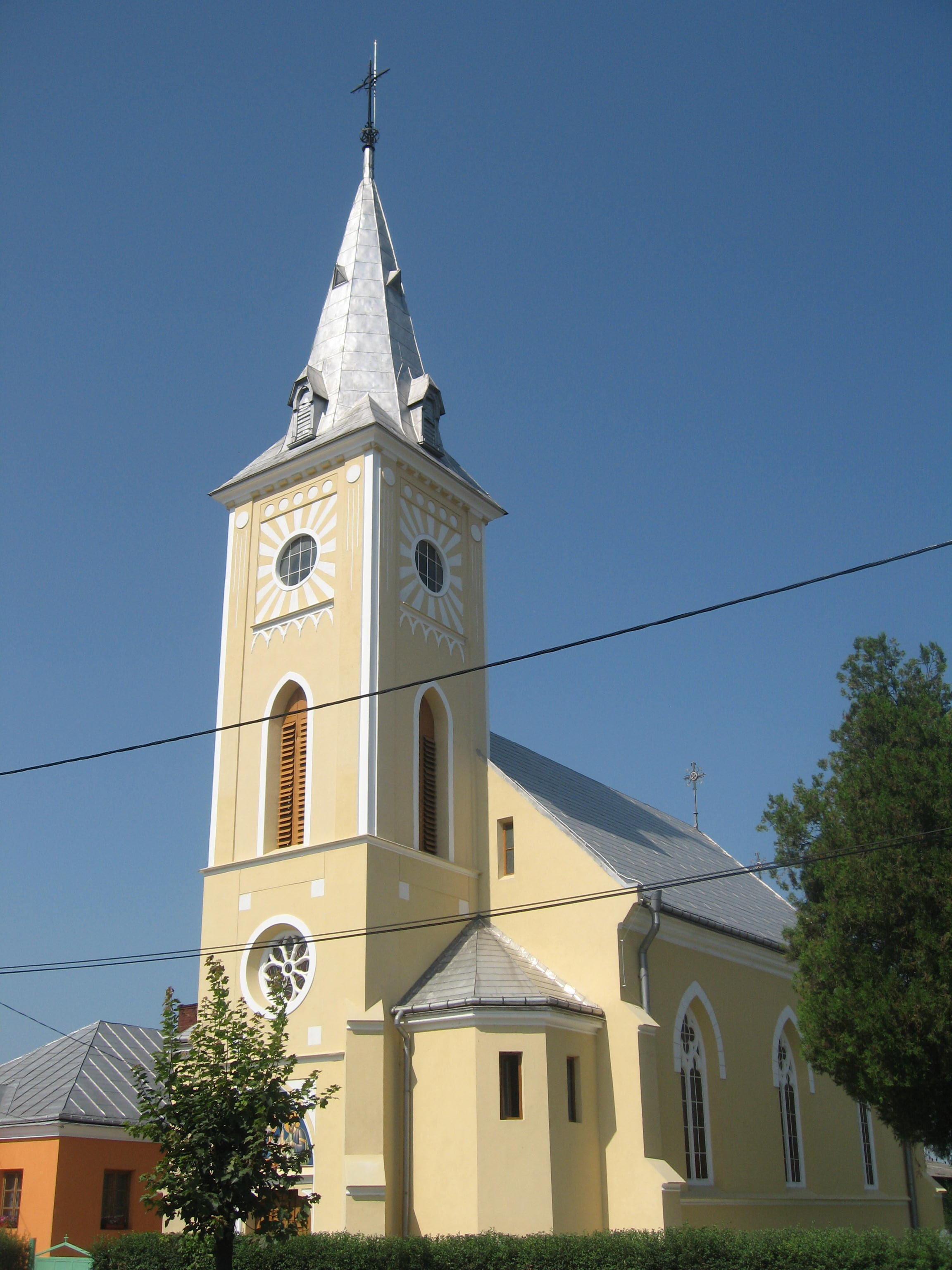
Biserica Sfinții Apostoli din Ițcani (2010)